# Ga Yeonsinnae
Ga Yeonsinnae (Tiếng Hàn: 연신내역, Hanja: 연신내驛) là ga trung chuyển trên Tàu điện ngầm vùng thủ đô Seoul tuyến 3 và Tàu điện ngầm Seoul tuyến số 6 trải dài Bulgwang-dong, Galhyeon-dong và Daejo-dong ở Eunpyeong-gu, Seoul. Tên của nhà ga bắt nguồn từ Yeonsinnae, một trong những tên địa danh cũ của Bulgwangcheon.
Nhà ga này nằm trên đường một chiều vòng lặp Eungam của Tuyến 6, và do đó tàu từ tuyến 6 Ga Yeonsinnae chỉ chạy theo hướng Ga Bonghwasan.

## Lịch sử
- 13 tháng 9 năm 1983: Tên ga được quyết định là Ga Yeonsinnae (延新內驛)
- 12 tháng 7 năm 1985: Việc kinh doanh bắt đầu với việc khai trương đoạn Gupabal ~ Dongnimmun của Tàu điện ngầm Seoul tuyến 3
- 15 tháng 12 năm 2000: Trở thành ga trung chuyển với việc khai trương Tàu điện ngầm Seoul tuyến số 6.
- 1 tháng 5 năm 2001: Bản dịch ký tự Hanja (延新內) bị xóa
- Năm 2024: Dự kiến trở thành ga trung chuyển cho 3 tuyến khi khai trương Đường sắt cao tốc khu vực đô thị tuyến A.
- Tháng 7 năm 2021 ~ Tháng 3 năm 2023: Lối ra 6 đóng do xây dựng trên Đường sắt cao tốc khu vực đô thị tuyến A.

## Bố trí ga

### Tuyến số 3 (B2F)
| Gupabal ↑  |
| S/B N/B \| |
| ↓ Bulgwang |

| Hướng Bắc | ● Tuyến 3 | ← Hướng đi Gupabal · Jichuk · Baekseok · Daehwa   |
| Hướng Nam | ● Tuyến 3 | → Hướng đi Bulgwang · Chungmuro · Yaksu · Ogeum → |

### Tuyến số 6 (B5F)
| ↑ Gusan   |
|           |
| ↑ Dokbawi |

| Vòng tròn | ● Tuyến 6 | Hướng đi Eungam · Digital Media City · Sân vận động Word Cup · Hapjeong · Công viên Hyochang · Samgakji · Đại học Hàn Quốc · Sinnae → |

### Đường sắt cao tốc khu vực đô thị tuyến A
| ↑ Changneung |
| \| １        |
| Ga Seoul ↓   |

| １ | ● GTX-A | → Hướng đi Samseong · Suseo · Dongtan → |
| ２ | ● GTX-A | ← Hướng đi KINTEX · Unjeong             |

## Xung quanh nhà ga
| Lối ra \| 나가는 곳 \| Exit \| 出口 | Lối ra \| 나가는 곳 \| Exit \| 出口 |
| ----------------------------------- | --- |
| 1                                   | Hướng tới Gupabal Trường trung học máy tính Semyung Trường trung học cơ sở Yeoncheon |
| 2                                   | Trường tiểu học Yeongwang Trường trung học cơ sở Yeongwang Hướng tới trường tiểu học Yeonsin Chợ Yeonseo Khu vực Bulgwang Hướng đi đồn cảnh sát Eunpyeong Đại học Mở Quốc gia Hàn Quốc Western Annex |
| 3                                   | Trường trung học cơ sở Bulgwang Trường tiểu học Yeoncheon Trung tâm cộng đồng Bulgwang 2-dong Trung tâm An toàn Công cộng Bulgwang 2 Thư viện Eunpyeong-gu Bưu điện Yeonsinnae                       |
| 4                                   | Daejo-dong Trường trung học nữ sinh Dongmyeong / Trường trung học quản lý cuộc sống Dongmyeong |
| 5                                   | Trung tâm cộng đồng Daejo-dong Trường tiểu học Daejo Chợ Yeonji |
| 6                                   | Trung tâm cộng đồng Galhyeon 2-dong Trường tiểu học Galhyeon Đường Rodeo Trường trung học nữ sinh Seonil Trường trung học du lịch Seonjeong                                                          |
| 7                                   | Trung tâm cộng đồng Galhyeon 1-dong Chợ Galhyeon Jungang Trung tâm ổn định việc làm Eunpyeong Hướng tới trường trung học Shindo Hướng tới Gupabal                                                    |

## Hình ảnh

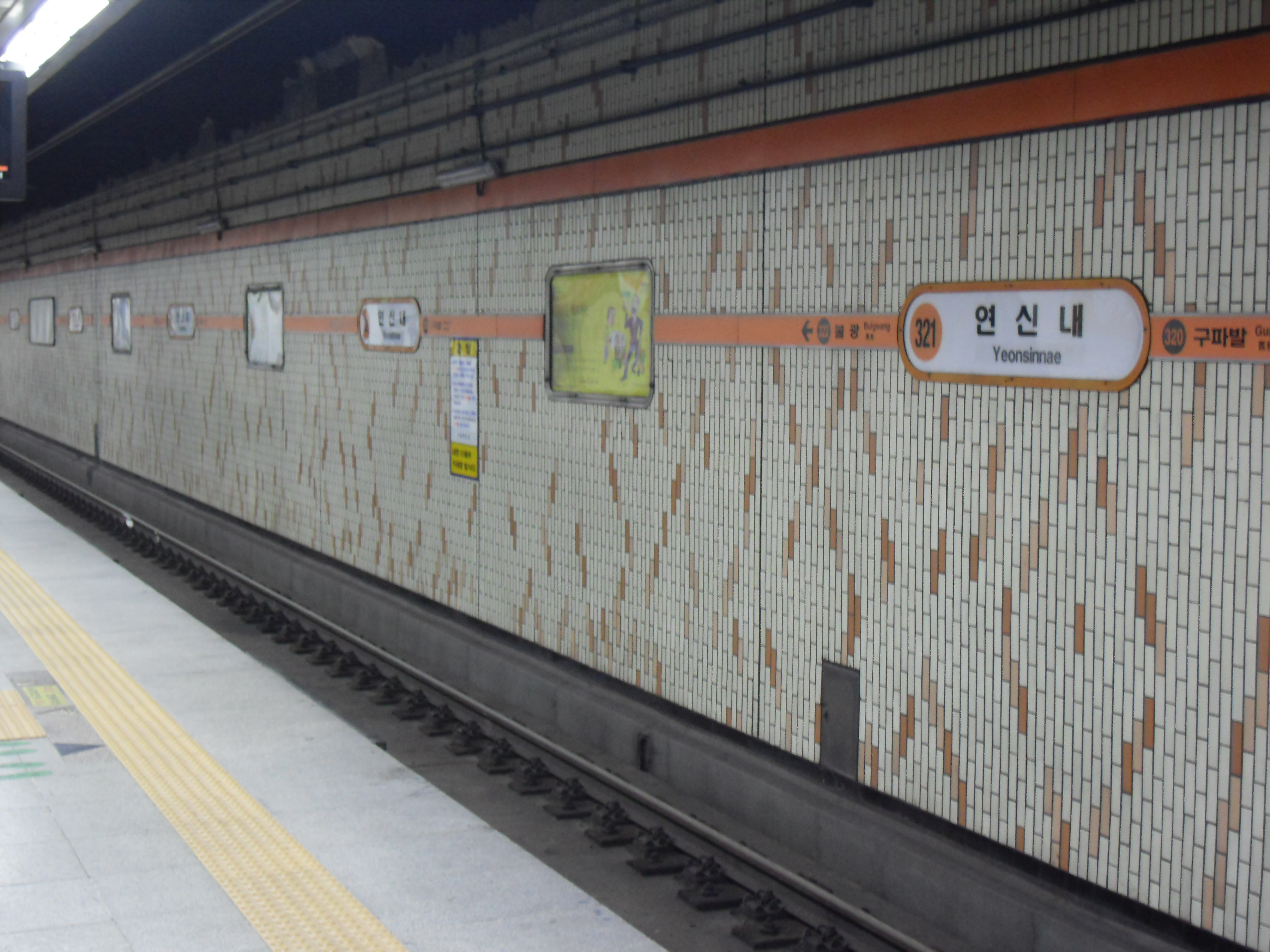
Sân ga Tuyến 3 (trước khi lắp đặt cửa chắn)
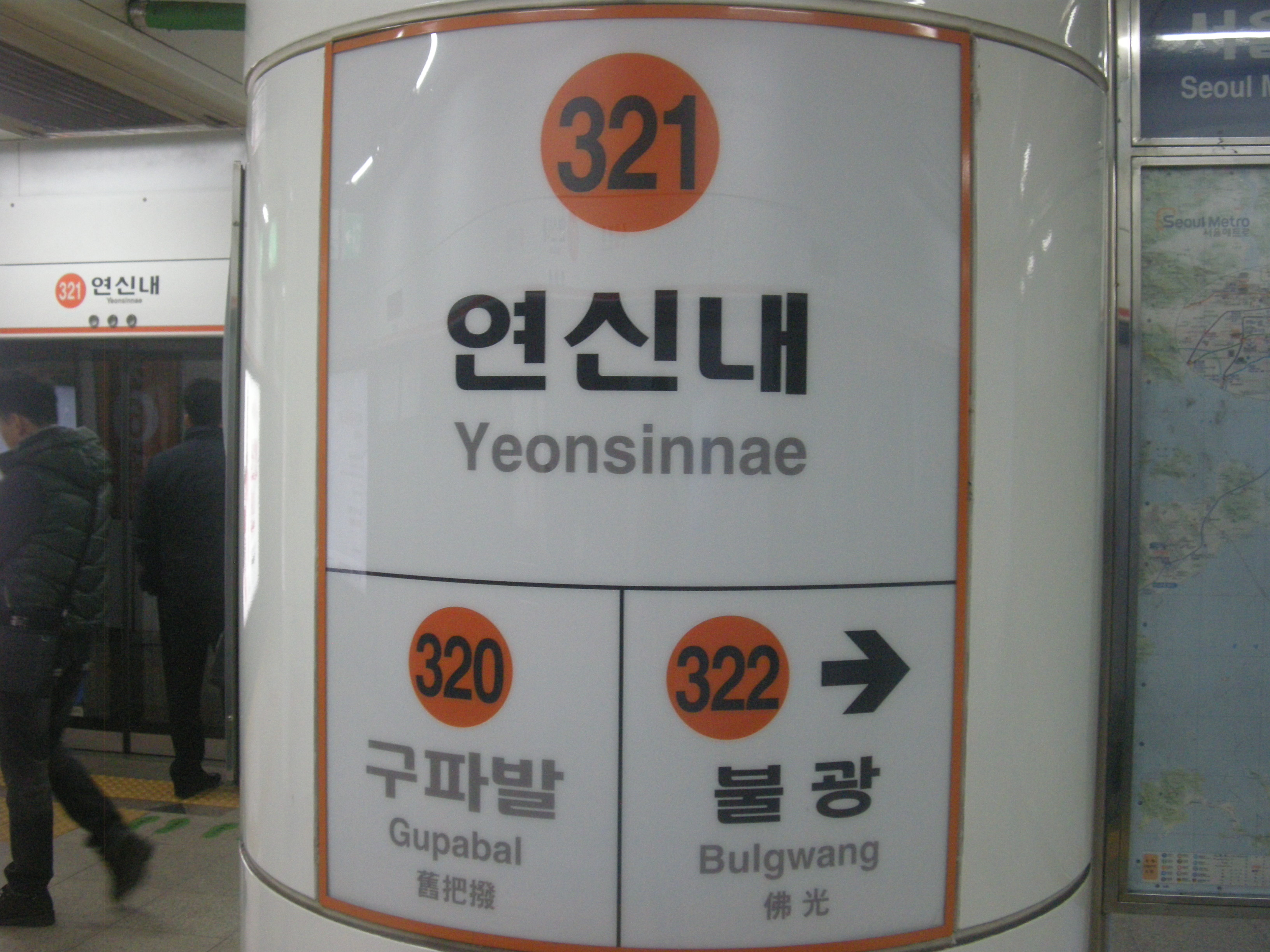
Bảng tên ga Tuyến 3
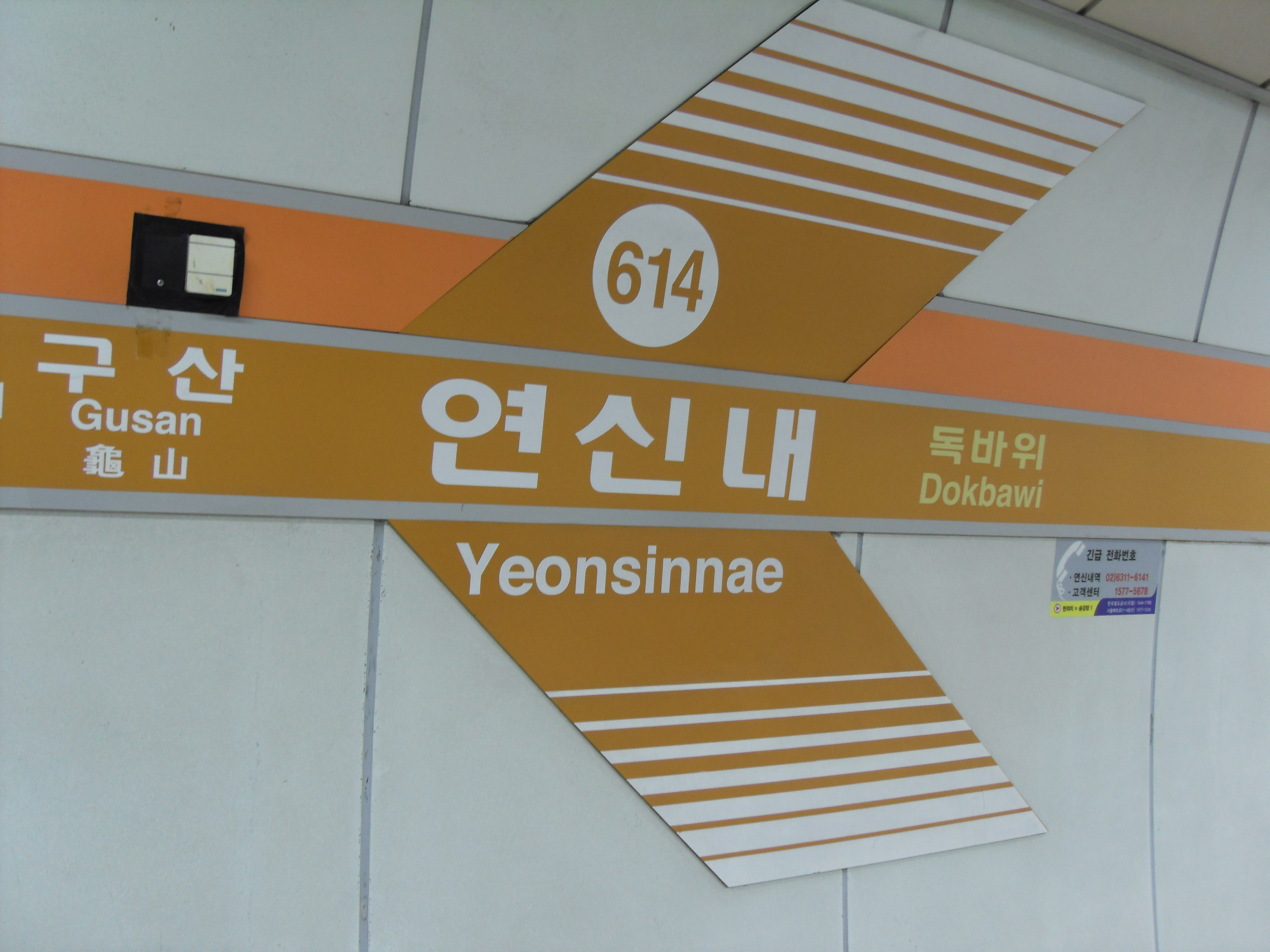
Bảng tên ga Tuyến 6
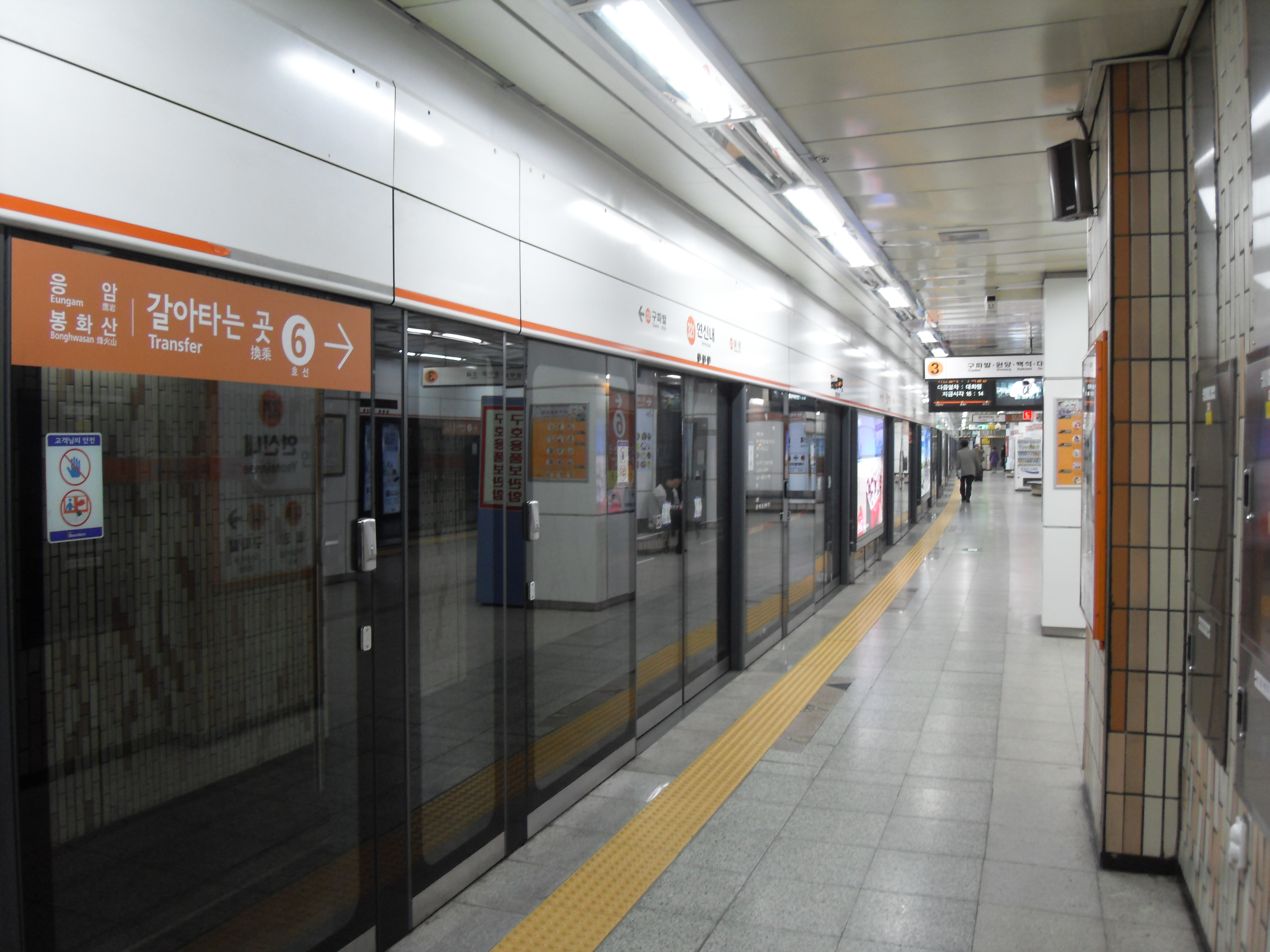
Sân ga Tuyến 3
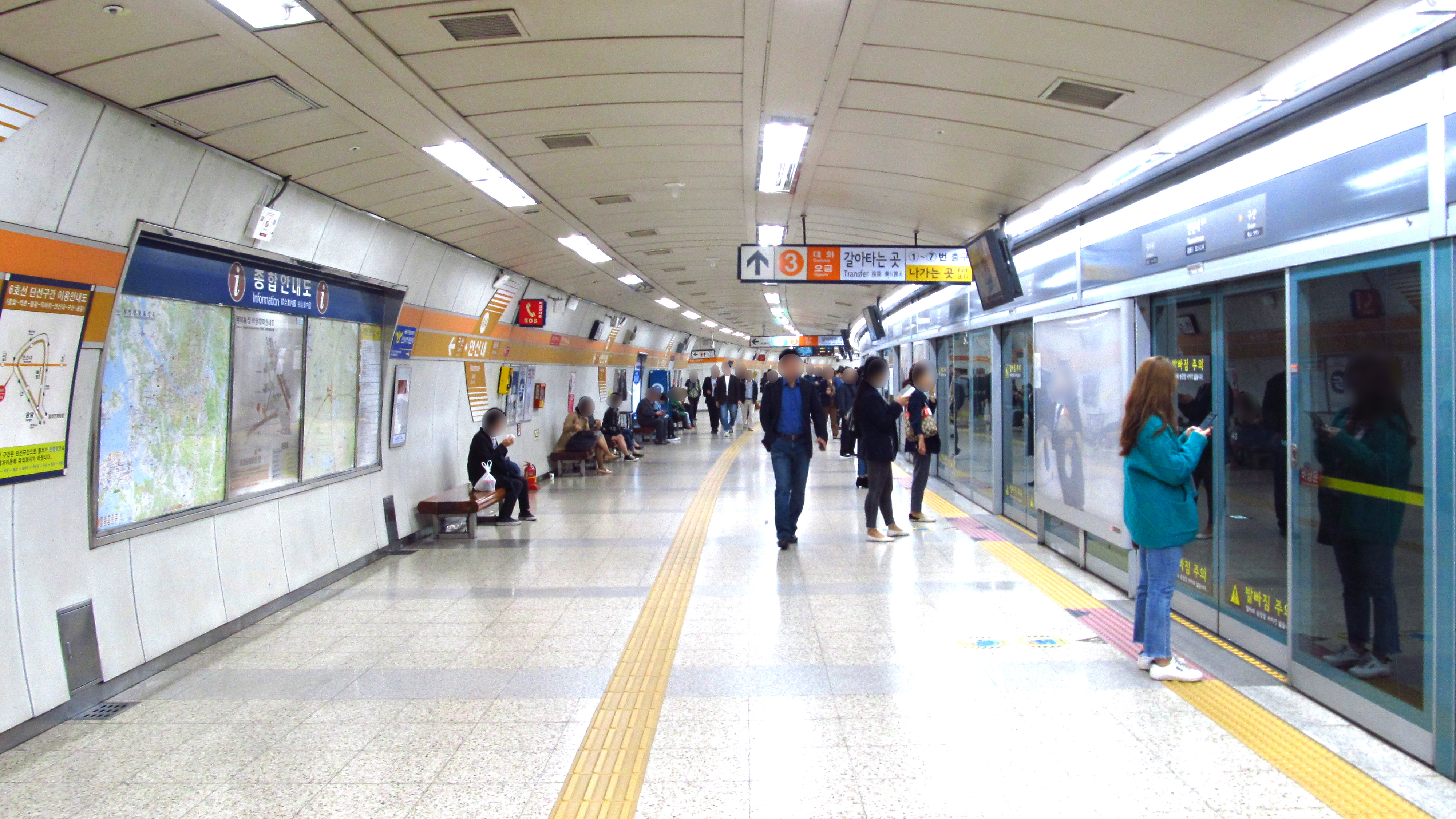
Sân ga Tuyến 6